# Kurt Bartsch
Kurt Bartsch (* 10. Juli 1937 in Berlin; † 17. Januar 2010 ebenda) war ein deutscher Lyriker, Dramatiker und Prosaautor.

## Leben
Kurt Bartsch arbeitete nach dem Besuch des Gymnasiums in verschiedenen Berufen, u. a. als Beifahrer, Sargverkäufer, Büroangestellter, Leichenträger, Lagerarbeiter und Lektoratsassistent. Ab 1964 studierte er am Institut für Literatur „Johannes R. Becher“ in Leipzig. Nach dem XI. Plenum des ZK der SED brach er das Studium ab. Ab 1969 war an der Volksbühne Berlin und am Mecklenburgischen Staatstheater Schwerin tätig. Wegen einer Protestnote an Erich Honecker wurde er 1979 aus dem Schriftstellerverband der DDR ausgeschlossen. Er übersiedelte mit einem Dauervisum 1980 nach West-Berlin.

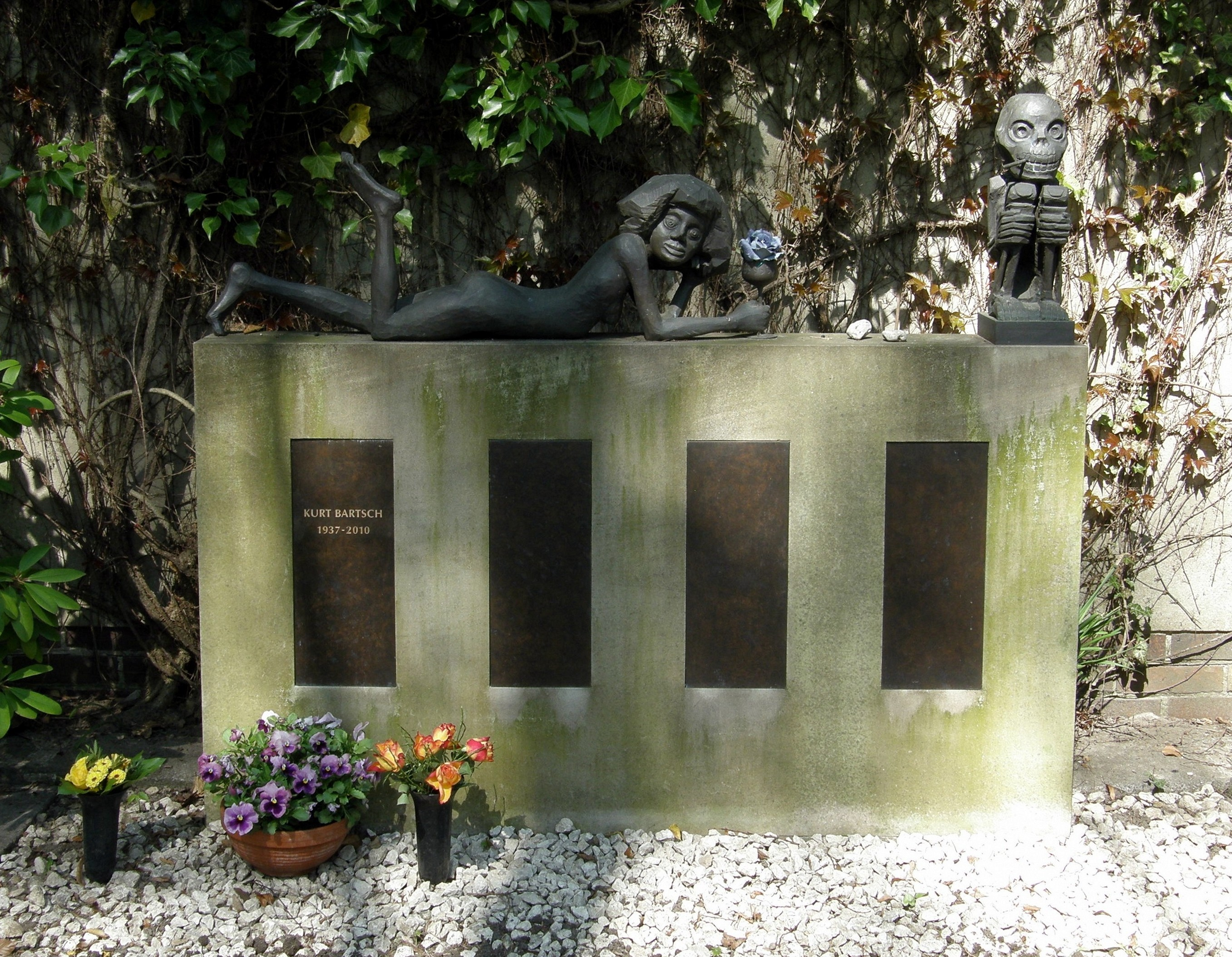
Bartschs Grab auf dem Friedhof Schöneberg III

Bartsch starb am 17. Januar 2010 in seiner Geburtsstadt Berlin. Schon zu Lebzeiten erwarb Bartsch eine Grabstelle auf dem Künstlerfriedhof Friedenau, wo er beerdigt wurde.
Bartsch gehörte zum Kreis der Sächsischen Dichterschule, in der er eine zentrale Rolle einnahm. Sein lyrisches Werk in den Veröffentlichungen Zugluft, Kalte Küche und Die Hölderlinie ist gekennzeichnet von Parodien, Porträt- und Spottgedichten. Die Theatertextsammlung Der Bauch und andere Songspiele ist eine Sammlung von Sozialstudien in der Tradition von Bertolt Brecht. Sein Buch Kaderakte ist eine Mischung aus Lyrik und Kurzprosa und stellt zusammen mit dem Roman Wadzeck eine Auseinandersetzung mit den Machtstrukturen in der DDR dar. In seinem Roman Fanny Holzbein erzählt er in einer bildhaften Sprache aus der Zeit der letzten Kriegstage im Berliner Stadtzentrum.
Er erhielt den Bambi für seine Drehbücher zur Serie Unser Lehrer Doktor Specht. 1996 erhielt er für seine zahlreichen Fernsehfilme den Deutschen Fernsehpreis. Er war seit 1974 mit der Schriftstellerin Irene Böhme verheiratet.

## Werke
- Zugluft, Gedichte, Sprüche, Parodien. Aufbau, Berlin 1968.
- Scheunenviertel, Berlin. 1968.
- Poesiealbum 13. Gedichte. Neues Leben, Berlin 1968.
- Orpheus. Operette für Schauspieler. 1970 (Musik v. Reiner Bredemeyer)
- Die Lachmaschine. Gedichte, Songs und ein Prosafragment. Wagenbach, Berlin 1971.
- Kalte Küche. Parodien. Aufbau, Berlin 1974.
- Die Goldgräber. Der Strick. Der Bauch. Drei Einakter. In: Theater der Zeit. 1977.
- Der Bauch und andere Songspiele. Aufbau, Berlin 1977.
- Kaderakte. Gedichte und Prosa. Rowohlt, Reinbek 1979, ISBN 3-49925-128-0.
- Wir haben Illusionen verloren. Offener Brief zusammen mit Klaus Schlesinger 1980.
- Wadzeck. Roman. Rowohlt, Reinbek 1980, ISBN 3-49925-141-8.
- Die Hölderlinie. Rotbuch-Verlag, Berlin 1983, ISBN 3-88022-277-0.
- Weltuntergang. Letzte Äußerungen deutschsprachiger Schriftsteller. In: Die Zeit, Dezember 1982
- Leiche im Keller. Hörspiel. 1986. (Verfilmt als Tatort mit Manfred Krug und Charles Brauer, Regie: Pete Ariel.)
- Checkpoint Charlie. Hörspiel. 1986.
- Fanny Holzbein. Ullstein Verlag, Berlin 2004, ISBN 3-55008-605-9.
- Tango Berlin. Neue und ausgewählte Gedichte. Verlag Klaus Wagenbach, Berlin 2010, ISBN 978-3-8031-3229-1.